# Малий Дорошів
Ма́лий До́рошів — село у Львівському районі Львівської області. На околиці села стоїть дерев'яна церква св. Миколи 1882.

## Історія
Малий Дорошів (пол. Doroszów Mały, Dorożów, Dorohoszów) — село, належало до Жовківського повіту, 4 км на пд. від Куликова, 18 км на пд.-сх. від Жовкви. Малий Дорошів лежить 1 км на схід від Великого Дорошева. Згідно з переписом з 1880 року у Великому та Малому Дорошові було разом 859 жителів. (811 греко-католиків, 27 римо-католиків, 21 ізраеліт). Парафія римо-католицька була в Куликові, греко-католицька була в Великому Дорошеві, належала до Куликівського деканату. Обидві місцевості становили одну катастральну гміну, але окремі адміністративні гміни, мали кожна окремі філіальні школи з одним вчителем.

## ЦЕРКВА
Перша згадка про храм св.Миколи в Малому Дорошеві  датується 1565 р. Акт візитації 1860 р. подає опис чинної на той час будівлі: «Церква дерев’яна, збудована громадським коштом давно…». Будівлю ремонтували 1855-1856 роках. Тоді ж зроблено нове гонтове покриття дахів та прибудовано до вівтаря з півночі нову захристію. Будівництво здійснив майстер Лаврентій Дрозд із Жидядич  (тепер Гамаліївка Пустомитівського району), про це свідчить різьблений напис на одвірках західних дверей в бабинець. Від 1961 до 1989 р. храм стояв зачиненим.
Греко — Католицьку парафію закладено в 1730 році, як не дивно, це навіть скоріше ніж у Великому Дорошові. Свято 19 грудня, ще є маленьке свято на літнього Миколая.

## Населення
Згідно з переписом за 1880 рік у Великому та Малому Дорошеві було разом 859 жителів. (811 греко-католиків, 27 римо-католиків, 21 єврей).
На 1989(12.01) населення Малого Дорошова, згідно з переписом, становило 251 чоловік.
На 2001 рік населення Малого Дорошова  складало 229 жителів.

### Мова
Розподіл населення за рідною мовою за даними перепису 2001 року:
| Мова       | Кількість | Відсоток |
| ---------- | --------- | -------- |
| українська | 229       | 100%     |

## Спортивне життя
1967 - перші офіційні ігри команди з Великого Дорошова, яка на той час мала назву ФК"Колос, та команди Малого Дорошова з назвою ФК"Чайка". Дебют вийшов досить вдалий. ФК «Колос» завоював перше місце в другій лізі Жовківського району, а ФК «Чайка» третє. Пропустивши в перед команду з Великих Грибович. На жаль команда припинила виступи на початку 2000-х років.